# Seitenschwert

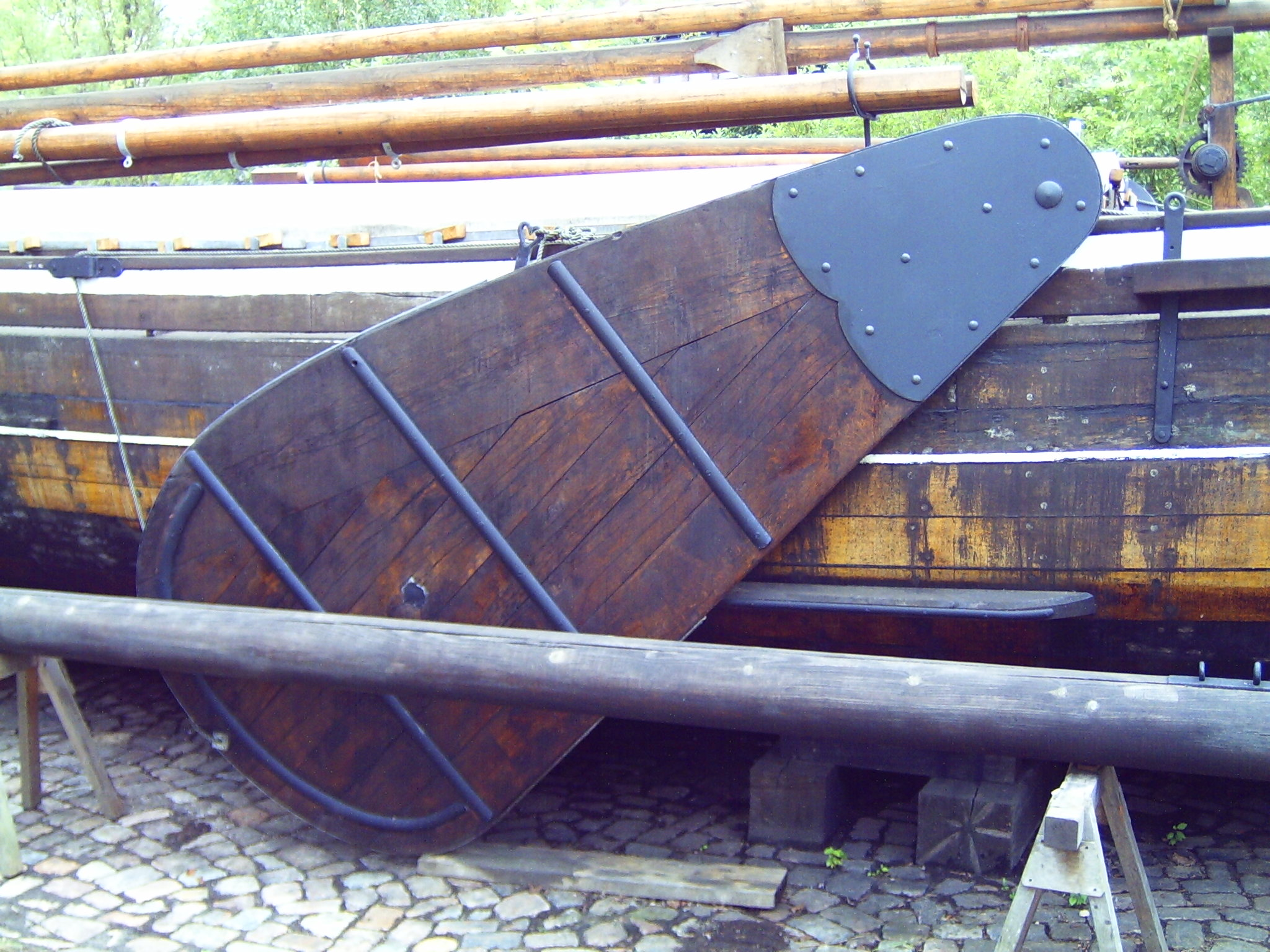
Typisches Seitenschwert.

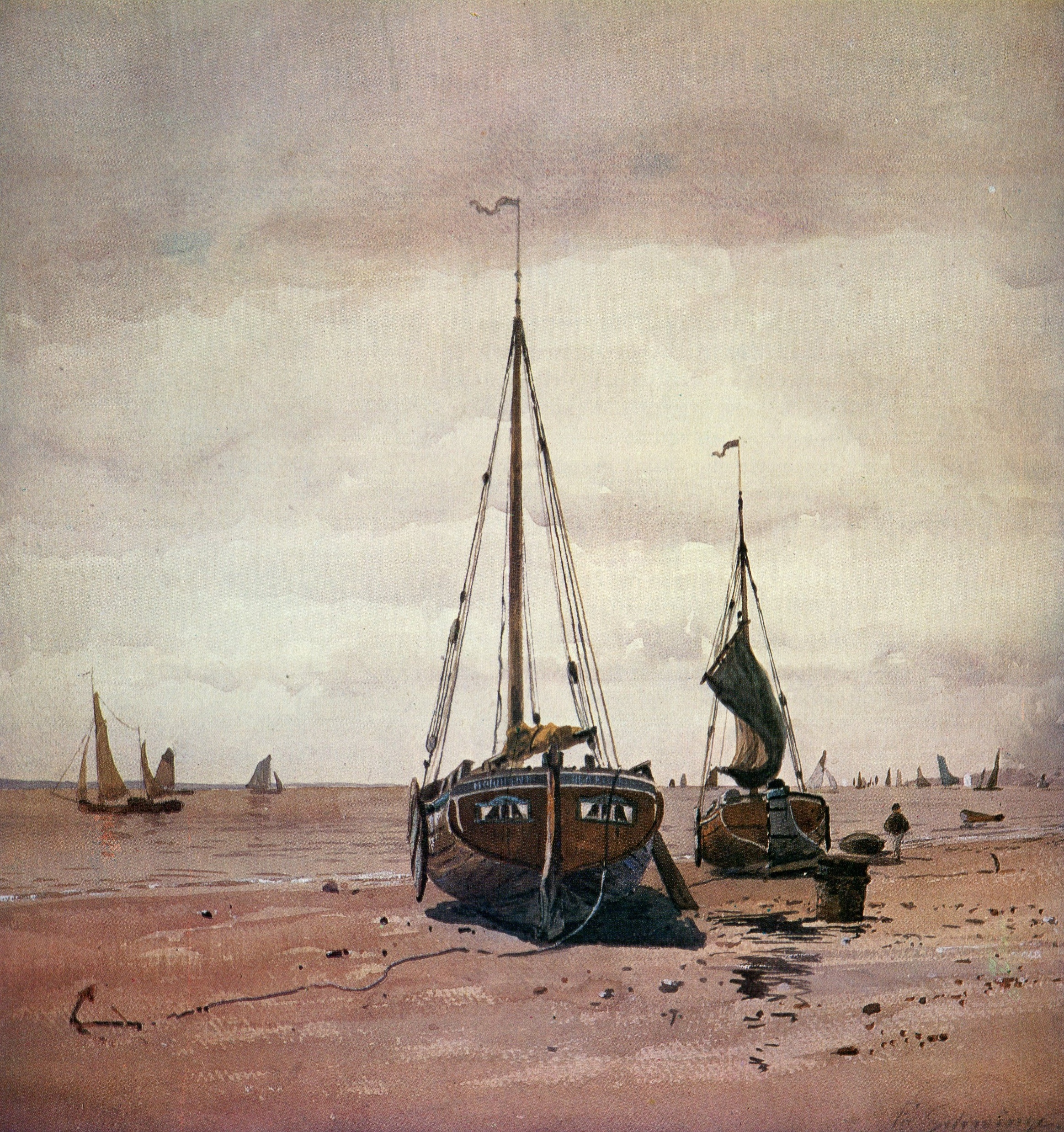
Im Watt trockengefallenes Boot.

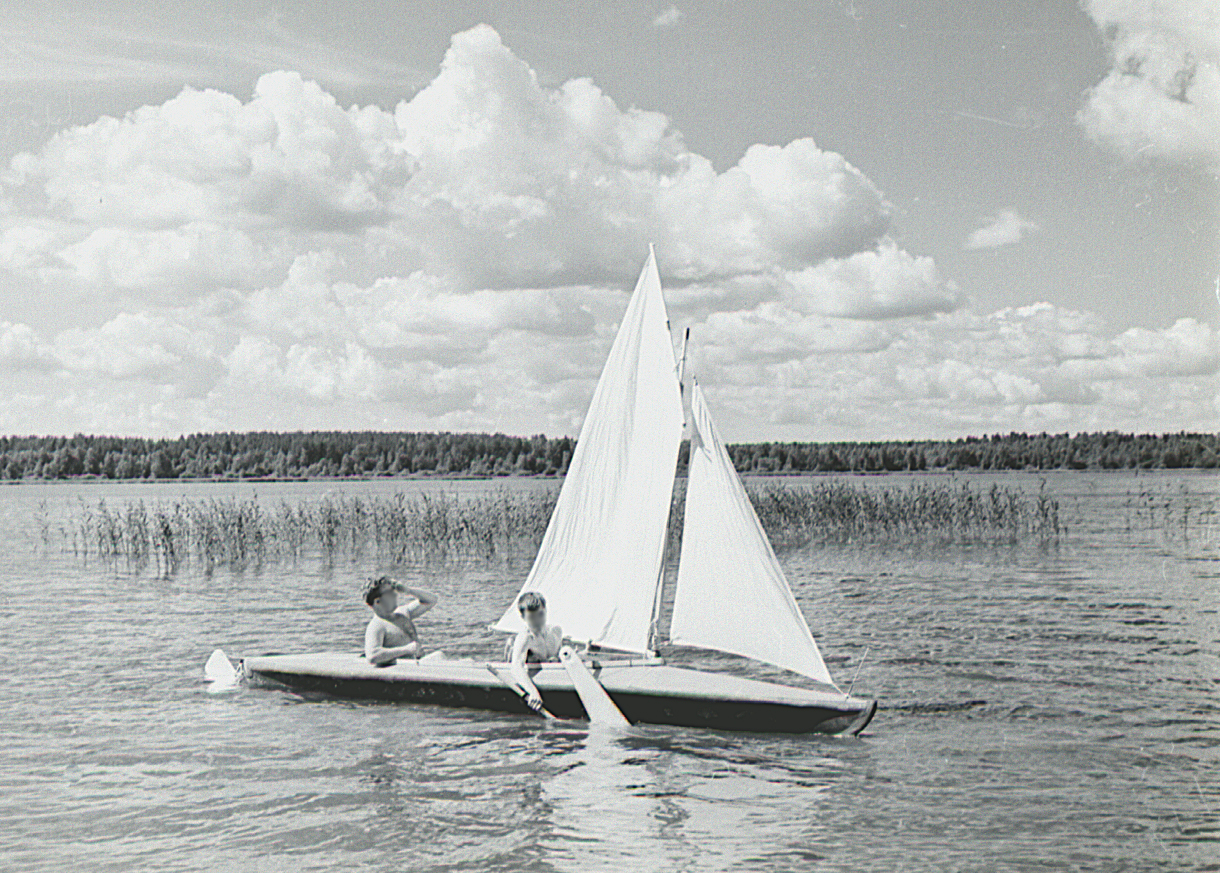
Faltboot mit Besegelung. Hier muss aus konstruktiven Gründen auf ein Seitenschwert zurückgegriffen werden.

Ein Seitenschwert ist ein Schwert, das dazu dient, bei Segelbooten eine Abdrift vor allem bei seitlichen Winden zu vermindern.
Ein Seitenschwert kommt vor allem dann zur Anwendung, wenn es unpraktisch, konstruktiv schwierig oder unmöglich ist, ein Zentralschwert zu verwenden. Dies kann vor allem vom Bootstyp, aber auch vom Einsatzzweck abhängen. Dabei sind Seitenschwerter als der ursprünglichere, einfachere Ansatz anzusehen, der selbst bestehenden Bootskonstruktionen ohne größeren baulichen Aufwand auch nachträglich zugefügt werden kann.
Der Tiefgang eines Seitenschwertes kann normalerweise stufenlos verstellt werden. Das erleichtert das Manövrieren bei geringer Wassertiefe. Weiterhin ist je nach Kurs mehr oder weniger Schwertfläche notwendig, so dass durch teilweises Heraufholen des Schwertes der Strömungswiderstand angepasst werden kann. Zudem ist es in gewissen Grenzen möglich, je nach Schwertstellung den Lateraldruckpunkt zu verschieben und somit die Luv- bzw. Leegierigkeit leicht zu beeinflussen. Da Seitenschwerter vor allem auf der Leeseite des Schiffes wirksam sind, werden sie auf der  Luvseite im Normalfall aufgeholt, um unnötigen Wasserwiderstand zu vermeiden.
Das Schwert ist in der Regel so schwer, dass es von allein in der tiefsten Stellung verbleibt und zum Verstellen mit einem Tau oder einer Kette, ggf. mit Hilfe einer Talje, aufgeholt wird. Lediglich für leichtere Schwerter ist es notwendig, ihre Stellung fixieren zu können, falls sie sonst durch Auftrieb oder Strömung aus ihrer Position herausbewegt würden. Hierzu verwendet man bspw. zwei Leinen (Schwertfall und Niederholer).